# 上新田 (豊中市)
上新田（かみしんでん）は大阪府豊中市の町丁。現行行政地名は上新田一丁目から上新田四丁目。

## 地理
北は新千里東町、東は吹田市津雲台、南は吹田市竹見台、西は新千里南町、北西角で新千里西町とそれぞれ接する。

## 歴史
- 1889年（明治22年）4月1日 - 町村制の施行により、島下郡上新田村・下新田村が合併して島下郡新田村が発足。大字上新田に村役場を設置。
- 1896年（明治29年）4月1日 - 郡制施行のため、所属郡が三島郡に変更。
- 1953年（昭和28年）7月1日 - 新田村が分割・廃止され、大字上新田が豊中市に編入される。（大字下新田は吹田市に編入。）
- 1962年（昭和32年）- 北部の一部が千里ニュータウンに編入される。（詳しくは千里ニュータウン[4]の地図を参照）
- 1973年（昭和48年） - 上新田一丁目～四丁目を設置。

## 校区
2024年（令和6年）5月現在、市立小・中学校に通う場合、校区は以下の通りとなる。
| 地域                       | 小学校       | 中学校     |
| -------------------------- | ------------ | ---------- |
| 上新田一丁目・上新田二丁目 | 新田小学校   | 第九中学校 |
| 上新田三丁目・上新田四丁目 | 新田南小学校 | 第九中学校 |

## 事業所
2018年（平成30年）現在の経済センサス調査による事業所数と従業員数は以下の通りである。
| 町丁         | 事業所数  | 従業者数 |
| ------------ | --------- | -------- |
| 上新田一丁目 | 89事業所  | 531人    |
| 上新田二丁目 | 63事業所  | 477人    |
| 上新田三丁目 | 62事業所  | 489人    |
| 上新田四丁目 | 110事業所 | 674人    |

## 交通
最寄駅は北大阪急行電鉄南北線千里中央駅、大阪モノレール千里中央駅、北大阪急行南北線桃山台駅である。
北大阪急行南北線が上新田の地下を通っているがいずれも駅は存在しない。

## 主な施設

### 教育機関
- 豊中市立新田小学校
- 豊中市立新田南小学校
- 豊中市立しんでんこども園
- アスク上新田保育園

### 郵便
- 豊中上新田郵便局

### 交通機関
北大阪急行電鉄南北線
阪急バス上新田
阪急バス新田幼稚園前

### 名所・旧跡
- 旧新田小学校校舎
- 上新田天神社

なお、大阪府警察豊中署上新田交番は、西隣の新千里南町に位置している。